# Liste der Parlamente
In dieser Liste der Parlamente sind die Parlamente der Staaten der Welt sortiert nach Kontinenten aufgeführt. Vorangestellt sind supranationale Parlamente. Außerdem sind Parlamente abhängiger Gebiete und Parlamente umstrittener Staaten aufgelistet.

## Erläuterungen
- Die Tabellen der Parlamente der einzelnen Kontinente und weiteren Gruppierungen sind nach Parlament, Erster und Zweiter Kammer gegliedert.
- Bei Staaten mit einem Einkammersystem steht der Name des Parlaments in selbiger Spalte.
- Bei Staaten mit einem Zweikammersystem steht der Name des Parlaments ebenfalls in selbiger Spalte. Manche Staaten mit solch einem System haben keinen Oberbegriff als Namen für das Parlament (z. B. Äthiopien), oder er ist mit dem der Ersten Kammer identisch. Hier werden lediglich die Namen der beiden Kammern angegeben.
- Als Erste Kammer sind die vom Volk gewählten Kammern angegeben (z. B. Abgeordnetenkammer).
- Als Zweite Kammer sind Versammlungen, die in der Regel nicht vom Volk gewählt wurden, angegeben (z. B. Senat). Hierbei handelt es sich um verschiedene Vertreter der Gesellschaft (z. B. Adel, Klerus); in föderalistischen Staaten sind es in der Regel Vertreter von Gliedstaaten. Manche dieser Kammern haben nur eine beratende Funktion, andere sind an der Gesetzgebung beteiligt.
- Eigentlich bezeichnet man aus der Geschichte heraus die vom Volk gewählte Kammer als „Zweite Kammer“. Doch im Zuge der Demokratisierung wurde sie in den meisten Fällen zum bedeutenderen legislativen Organ, was eine Bezeichnung als „Erste Kammer“ rechtfertigen kann. Besonders deutlich wird das am Beispiel der Niederlande, wo die Kammern offiziell als Erste und Zweite Kammer bezeichnet werden.
- In der Parlament-Spalte ist ebenfalls der Sitz des Parlaments angegeben. In den meisten Fällen ist er mit der Hauptstadt identisch. Staaten, in denen der Parlamentssitz von der Hauptstadt abweicht, sind kursiv angegeben (z. B. Bolivien).

## Supranationale Parlamente
| Organisation      | Parlament (Sitz)                                      | Wahlsystem                             |
| ----------------- | ----------------------------------------------------- | -------------------------------------- |
| AU                | Panafrikanisches Parlament (Johannesburg, in Midrand) | indirekt, Parlamentarische Versammlung |
| Arabische Liga    | Arabisches Parlament (Kairo)                          | indirekt, Parlamentarische Versammlung |
| Europäische Union | Europäisches Parlament (Straßburg/Brüssel)            | Direktwahl                             |
| SICA              | Zentralamerikanisches Parlament (Guatemala-Stadt)     | Direktwahl                             |
| CELAC             | Lateinamerikanisches Parlament (Panama-Stadt)         | indirekt, Parlamentarische Versammlung |
| Andengemeinschaft | Andenparlament (Bogotá)                               | Direktwahl                             |
| Mercosur          | Parlament des Mercosur (Montevideo)                   | Direktwahl                             |

## Parlamente der Staaten Afrikas
| Staat                          | Parlament (Sitz/Sitz abweichend von Hauptstadt)                                | Unterhaus/Zweite Kammer                                          | Oberhaus/Erste Kammer                                     |
| ------------------------------ | ------------------------------------------------------------------------------ | ---------------------------------------------------------------- | --------------------------------------------------------- |
| Ägypten                        | (Kairo)                                                                        | Madschlis an-Nuwwāb (Repräsentantenhaus)                         |                                                           |
| Algerien                       | Parlement (Parlament) (Algier)                                                 | al-Madschlis asch-Schaʿbī al-Watanī (Nationale Volksversammlung) | Madschlis al-Umma (Nationalrat)                           |
| Angola                         | Assembleia Nacional (Nationalversammlung) (Luanda)                             |                                                                  |                                                           |
| Äquatorialguinea               | Cámara de los Diputados (Volksvertreterkammer) (Malabo)                        |                                                                  |                                                           |
| Äthiopien                      | Shengo (Äthiopisches Parlament) (Addis Abeba)                                  | Yehizo Tevekayoch Mekir Bete (Volksrepräsentantenhaus)           | Yefedereshein Mekir Bete (Bundeshaus)                     |
| Benin                          | Assemblée Nationale du Bénin (Nationalversammlung von Benin) (Porto-Novo)      |                                                                  |                                                           |
| Botswana                       | Parliament (Parlament) (Gaborone)                                              | National Assembly (Nationalversammlung)                          | House of Chiefs (Haus der Häuptlinge)                     |
| Burkina Faso                   | Assemblée Nationale (Nationalversammlung) (Ouagadougou)                        |                                                                  |                                                           |
| Burundi                        | Parlement du Burundi (Parlament von Burundi) (Bujumbura)                       | Assemblée Nationale du Burundi Nationalversammlung von Burundi   | Sénat Senat                                               |
| Dschibuti                      | Assemblée Nationale (Nationalversammlung) (Dschibuti)                          |                                                                  |                                                           |
| Elfenbeinküste                 | Parlement de Côte d'Ivoire (Parlament der Elfenbeinküste) (Yamoussoukro)       | Assemblée Nationale (Nationalversammlung)                        | Sénat (Senat)                                             |
| Gabun                          | Parlement (Parlament) (Libreville)                                             | Assemblée Nationale (Nationalversammlung)                        | Sénat (Senat)                                             |
| Gambia                         | National Assembly (Nationalversammlung) (Banjul)                               |                                                                  |                                                           |
| Ghana                          | Parliament (Parlament) (Accra)                                                 |                                                                  |                                                           |
| Guinea                         | Assemblée Nationale (Nationalversammlung) (Conakry)                            |                                                                  |                                                           |
| Guinea-Bissau                  | Assembleia Nacional Popular (Nationale Volksversammlung) (Bissau)              |                                                                  |                                                           |
| Kamerun                        | Parliament of Cameroon Parlement du Cameroun (Parlament von Kamerun) (Yaoundé) | National Assembly Assemblée Nationale (Nationalversammlung)      | Senate Sénat (Senat)                                      |
| Kap Verde                      | Assembleia Nacional (Nationalversammlung) (Praia)                              |                                                                  |                                                           |
| Kenia                          | Parliament of Kenya (Parlament von Kenia) (Nairobi)                            | National Assembly (Nationalversammlung)                          | Senate (Senat)                                            |
| Komoren                        | Parlement (Unionsversammlung) (Moroni)                                         |                                                                  |                                                           |
| Kongo (Demokratische Republik) | Parlement (Parlament) (Kinshasa)                                               | Wabunge wa Jamhuri (Nationalversammlung)                         | Sénat (Senat)                                             |
| Kongo (Republik)               | Parlement (Parlament) (Brazzaville)                                            | Assemblée Nationale (Nationalversammlung)                        | Sénat (Senat)                                             |
| Lesotho                        | Parliament of Lesotho (Parlament von Lesotho) (Maseru)                         | National Assembly (Nationalversammlung)                          | Senate (Senat)                                            |
| Liberia                        | Legislature of Liberia (Legislative von Liberia) (Monrovia)                    | House of Representatives (Repräsentantenhaus)                    | Senate (Senat)                                            |
| Libyen                         | (Tripolis)                                                                     | Madschlis an-Nuwwāb (Abgeordnetenrat)                            | al-Madschlis al-aʿlā li-d-dawla (Hoher Staatsrat)         |
| Madagaskar                     | Parlement (Antananarivo)                                                       | Assemblée Nationale Nationalversammlung                          | Sénat                                                     |
| Malawi                         | National Assembly (Nationalversammlung) (Lilongwe)                             |                                                                  |                                                           |
| Mali                           | Assemblée Nationale Nationalversammlung (Bamako)                               |                                                                  |                                                           |
| Marokko                        | Parlement (Parlament) (Rabat)                                                  | Assemblée des Répresentants Repräsentantenversammlung            | Chambre des conseillers Ratskammer                        |
| Mauretanien                    | Assemblée Nationale Nationalversammlung (Nouakchott)                           |                                                                  |                                                           |
| Mauritius                      | National Assembly Nationalversammlung (Port Louis)                             |                                                                  |                                                           |
| Mosambik                       | Versammlung der Republik von Mosambik (Maputo)                                 |                                                                  |                                                           |
| Namibia                        | Parliament (Parlament) (Windhoek)                                              | Nationalversammlung                                              | National Council (Nationalrat)                            |
| Niger                          | Assemblée nationale Nationalversammlung                                        |                                                                  |                                                           |
| Nigeria                        | National Assembly (Nationalversammlung) (Abuja)                                | House of Representatives (Repräsentantenhaus)                    | Senate (Senat)                                            |
| Ruanda                         | Le Parlement (Parlament) (Kigali)                                              | Chambre des Députées                                             | Senat                                                     |
| Sambia                         | National Assembly Nationalversammlung (Lusaka)                                 |                                                                  |                                                           |
| São Tomé und Príncipe          | Assembleia Nacional (São Tomé)                                                 |                                                                  |                                                           |
| Senegal                        | Assemblée Nationale Nationalversammlung (Dakar)                                |                                                                  |                                                           |
| Seychellen                     | National Assembly Victoria                                                     |                                                                  |                                                           |
| Sierra Leone                   | Parlament (Sierra Leone) (Freetown)                                            |                                                                  |                                                           |
| Simbabwe                       | Parliament (Harare)                                                            | Nationalversammlung                                              | Senate (Senat)                                            |
| Somalia                        | Baarlamaanka Federaalka Soomaaliya (Übergangsbundesparlament) (Baidoa)         |                                                                  |                                                           |
| Sudan                          | al-Madschlis al-Watanī (Nationalversammlung) (Khartum)                         | Nationalversammlung                                              | Senate                                                    |
| Südafrika                      | Parliament of South Africa (Parlament von Südafrika) (Kapstadt)                | National Assembly (National versammlung)                         | National Council of Provinces (Nationalrat der Provinzen) |
| Südsudan                       | National Legislature (Nationale Legislative) (Juba)                            | National Legislative Assembly (Nationale Legislativversammlung)  | Council of States (Rat der Staaten)                       |
| Tansania                       | Bunge (Nationalversammlung) (Dodoma)                                           |                                                                  |                                                           |
| Togo                           | Assemblée Nationale (Nationalversammlung) (Lomé)                               |                                                                  |                                                           |
| Tschad                         | Assemblée Nationale (N’Djamena)                                                |                                                                  |                                                           |
| Tunesien                       | Madschlis Nuwwāb asch-Schaʿb (Volksrepräsentantenversammlung) (Tunis)          |                                                                  |                                                           |
| Uganda                         | Parliament Ugandisches Parlament (Kampala)                                     |                                                                  |                                                           |
| Zentralafrikanische Republik   | Assemblée Nationale Nationalversammlung (Bangui)                               |                                                                  |                                                           |

## Parlamente der Staaten Amerikas
| Staat                          | Parlament (Sitz/Sitz abweichend von Hauptstadt)                                                    | Unterhaus/Zweite Kammer                              | Oberhaus/Erste Kammer                                     |
| ------------------------------ | -------------------------------------------------------------------------------------------------- | ---------------------------------------------------- | --------------------------------------------------------- |
| Antigua und Barbuda            | Parliament of Antigua and Barbuda (Parlament von Antigua und Barbuda) (Saint John’s)               | House of Representatives (Repräsentantenhaus)        | Senate (Senat)                                            |
| Argentinien                    | Congreso de la Nación Argentina (Nationalkongress Argentiniens) (Buenos Aires)                     | Cámara de Diputados (Abgeordnetenkammer)             | Senado (Senat)                                            |
| Bahamas                        | Parlament des Bundes der Bahamas (Nassau)                                                          | House of Assembly (Versammlungshaus)                 | Senate (Senat)                                            |
| Barbados                       | Parliament of Barbados (Parlament von Barbados) (Bridgetown)                                       | House of Assembly (Versammlungshaus)                 | Senate (Senat)                                            |
| Belize                         | National Assembly (Nationalversammlung) (Belmopan)                                                 | House of Representatives (Repräsentantenhaus)        | Senate (Senat)                                            |
| Bolivien                       | Asamblea Legislativa Plurinacional de Bolivia (Plurinationale Legislative Versammlung) (La Paz)    | Cámara de Diputados (Abgeordnetenkammer)             | Cámara de Senadores (Senatorenkammer)                     |
| Brasilien                      | Congresso Nacional (Nationalkongress) (Brasília)                                                   | Cámara dos Deputados (Abgeordnetenkammer)            | Senado Federal (Bundessenat)                              |
| Chile                          | Congreso Nacional (Nationalkongress) (Valparaíso)                                                  | Cámara de Diputados (Abgeordnetenkammer)             | Senado (Senat)                                            |
| Costa Rica                     | Asamblea Legislative de Costa Rica (Gesetzgebende Versammlung Costa Ricas) (San José)              |                                                      |                                                           |
| Dominica                       | House of Assembly (Roseau)                                                                         |                                                      |                                                           |
| Dominikanische Republik        | Congreso Nacional (Nationalkongress) (Santo Domingo)                                               | Cámara de Diputados (Abgeordnetenkammer)             | Senado (Senat)                                            |
| Ecuador                        | Nationalversammlung Congreso Nacional del Ecuador (Nationalkongress Ecuadors) (Quito)              |                                                      |                                                           |
| El Salvador                    | Asamblea Legislativa (Gesetzgebende Versammlung) (San Salvador)                                    |                                                      |                                                           |
| Grenada                        | Parliament (Parlament) (St. George’s)                                                              | House of Representatives (Repräsentantenhaus)        | Senate (Senat)                                            |
| Guatemala                      | Congreso de la República (Kongress der Republik) (Guatemala-Stadt)                                 |                                                      |                                                           |
| Guyana                         | National Assembly (Nationalversammlung) (Georgetown)                                               |                                                      |                                                           |
| Haiti                          | Corps Législatif (Gesetzgebendes Korps) (Port-au-Prince)                                           | Chambre des Députés (Abgeordnetenkammer)             | Sénat de la République d'Haïti (Senat der Republik Haiti) |
| Honduras                       | Congreso Nacional (Nationalkongress) (Tegucigalpa)                                                 |                                                      |                                                           |
| Jamaika                        | Parliament of Jamaica (Parlament von Jamaika) (Kingston)                                           | House of Representatives (Repräsentantenhaus)        | Senate (Senat)                                            |
| Kanada                         | Parliament of Canada/ Parlement du Canada (Parlament von Kanada) (Ottawa)                          | House of Commons/ Chambres des Communes (Bürgerhaus) | Senate/ Sénat (Senat)                                     |
| Kolumbien                      | Congreso de la Républica (Kongress der Republik) (Bogotá)                                          | Cámara de Representantes (Repräsentantenkammer)      | Senado de la República (Senat der Republik)               |
| Kuba                           | Asamblea Nacional del Poder Popular (Nationalversammlung der Volksmacht) (Havanna)                 |                                                      |                                                           |
| Mexiko                         | Honorable Congreso de la Unión (Ehrenwerter Kongress der Union) (Mexiko-Stadt)                     | Cámara de Diputados (Abgeordnetenkammer)             | Cámara de Senadores (Senatorenkammer)                     |
| Nicaragua                      | Asamblea Nacional (Nationalversammlung) (Managua)                                                  |                                                      |                                                           |
| Panama                         | Asamblea Legislativa (Gesetzgebende Versammlung) (Panama-Stadt)                                    |                                                      |                                                           |
| Paraguay                       | Congreso Nacional de la República del Paraguay (Nationalkongress der Republik Paraguay) (Asunción) | Cámara de Diputados (Abgeordnetenkammer)             | Cámara de Senadores (Senatorenkammer)                     |
| Peru                           | Congreso de la República del Perú (Kongress der Republik Peru) (Lima)                              |                                                      |                                                           |
| St. Kitts und Nevis            | National Assembly (Nationalversammlung) (Basseterre)                                               |                                                      |                                                           |
| St. Lucia                      | Parliament of Saint Lucia (Parlament von St. Lucia) (Castries)                                     | House of Assembly (Versammlungshaus)                 | Senate (Senat)                                            |
| St. Vincent und die Grenadinen | House of Assembly (Versammlungshaus) (Kingstown)                                                   |                                                      |                                                           |
| Suriname                       | De Nationale Assemblee (Nationalversammlung) (Paramaribo)                                          |                                                      |                                                           |
| Trinidad und Tobago            | Parliament of Trinidad and Tobago (Parlament von Trinidad und Tobago) (Port of Spain)              | House of Representatives (Repräsentantenhaus)        | Senate (Senat)                                            |
| Uruguay                        | Asamblea General (Generalversammlung) (Montevideo)                                                 | Cámara de Representantes (Abgeordnetenkammer)        | Cámara de Senadores (Senatorenkammer)                     |
| Venezuela                      | Asamblea Nacional (Nationalversammlung) (Caracas)                                                  |                                                      |                                                           |
| Vereinigte Staaten             | Congress (Kongress) (Washington, D.C.)                                                             | House of Representatives (Repräsentantenhaus)        | Senate (Senat)                                            |

## Parlamente der Staaten Asiens
| Staat                             | Parlament (Sitz/Sitz abweichend von Hauptstadt) | Unterhaus/Zweite Kammer                                                                  | Oberhaus/Erste Kammer                                                                    |
| --------------------------------- | --- | ---------------------------------------------------------------------------------------- | ---------------------------------------------------------------------------------------- |
| Afghanistan                       | Loja Dschirga (Große Ratsversammlung) (Kabul) | Wolesi Dschirga (Haus des Volkes)                                                        | Meschrano Dschirga (Haus der Ältesten)                                                   |
| Armenien                          | Asgajin schorow (Nationalversammlung) (Jerewan) |                                                                                          |                                                                                          |
| Aserbaidschan                     | Milli-Meclis (Nationalversammlung) (Baku) |                                                                                          |                                                                                          |
| Bahrain                           | (Manama) | Madschlis an-Nuwwāb (Abgeordnetenversammlung)                                            | Madschlis asch-Schūrā (Beratende Versammlung)                                            |
| Bangladesch                       | Jatiya Sangsad (Nationalversammlung) (Dhaka) |                                                                                          |                                                                                          |
| Brunei                            | Majlis Masyuarat Megeri (Legislativrat) das Parlament ist seit Verhängung des Ausnahmezustands 1962 aufgelöst, hat nur beratende Funktion (Bandar Seri Begawan) |                                                                                          |                                                                                          |
| Bhutan                            | Chi Tsho (Parlament) (Thimphu) | Tshogdu (Nationalversammlung)                                                            | Gyelyong Tshogde (Nationalrat)                                                           |
| Volksrepublik China               | Quanguo Renmin Daibiao Dahui (Nationaler Volkskongress) (Peking)                                                                                                |                                                                                          |                                                                                          |
| Georgien                          | Sakartwelos Parlamenti (Parlament von Georgien) (Tiflis) |                                                                                          |                                                                                          |
| Indien                            | Bharatiya Sangsad (Indisches Parlament) (Neu-Delhi) | Lok Sabha (Haus des Volkes)                                                              | Rajya Sabha (Haus der Staaten)                                                           |
| Indonesien                        | Majelis Permusyawaratan Rakyat (Beratende Volksversammlung) (Jakarta)                                                                                           | Dewan Perwakilan Rakyat Republik Indonesia (Volksvertretungsrat der Republik Indonesien) | Dewan Perwakilan Daerah Republik Indonesia (Regionalvertretender Rat)                    |
| Irak                              | al-Madschlis al-Watanī (Repräsentantenrat) (Bagdad) |                                                                                          |                                                                                          |
| Iran                              | Majles e-Shura ye-Eslami (Islamischer Konsultativrat) (Teheran)                                                                                                 |                                                                                          |                                                                                          |
| Israel                            | Knesset (Versammlung) (Jerusalem) |                                                                                          |                                                                                          |
| Japan                             | Kokkai (Nationalversammlung) (Tokio) | Shūgiin (Haus der Repräsentanten)                                                        | Sangiin (Haus der Räte)                                                                  |
| Jemen                             | Madschlis (Sanaa) | Madschlis an-Nuwwāb (Repräsentantenhaus des Jemen)                                       | Madschlis asch-Schūrā (Beratende Versammlung, siehe Zunehmender Autoritarismus im Jemen) |
| Jordanien                         | Madschlis al-Umma (Nationalversammlung) (Amman) | Madschlis an-Nuwwāb (Abgeordnetenversammlung)                                            | Madschlis al-Aʿyān (Senat)                                                               |
| Kambodscha                        | Parlement (Parlament) (Phnom Penh) | Nationalversammlung (Kambodscha)                                                         | Sénat                                                                                    |
| Kasachstan                        | Parlamenti (Parlament) | Mäschilis (Versammlung)                                                                  | Senat                                                                                    |
| Katar                             | Madschlis asch-Schūrā (Beratende Versammlung) (Doha) |                                                                                          |                                                                                          |
| Kirgisistan                       | Dschogorku Kengesch (Oberster Rat) (Bischkek) |                                                                                          |                                                                                          |
| Demokratische Volksrepublik Korea | Oberste Volksversammlung (Pjöngjang) |                                                                                          |                                                                                          |
| Republik Korea                    | Gukhoe (Nationalversammlung) (Seoul) |                                                                                          |                                                                                          |
| Kuwait                            | Madschlis al-Umma (Nationalversammlung) (Kuwait) |                                                                                          |                                                                                          |
| Laos                              | Sapha Heng Xat (Nationalversammlung) (Vientiane) |                                                                                          |                                                                                          |
| Libanon                           | Madschlis an-Nuwwāb (Abgeordnetenversammlung) (Beirut) |                                                                                          |                                                                                          |
| Malaysia                          | Parlimen Malaysia (Kuala Lumpur) | Dewan Rakyat (Abgeordnetenhaus)                                                          | Dewan Negara (Senat)                                                                     |
| Malediven                         | Majlis (Versammlung) (Malé) |                                                                                          |                                                                                          |
| Mongolei                          | Ulsyn Ich Chural (Großer Staats-Chural) (Ulaanbaatar) |                                                                                          |                                                                                          |
| Myanmar                           | Pyidaungsu Hluttaw (Versammlung der Union) | Pyithu Hluttaw (Repräsentantenhaus)                                                      | Amyotha Hluttaw (Haus der Nationalitäten)                                                |
| Nepal                             | Sanghiya Sansad (Bundesparlament) | Pratinidhi Sabha (Repräsentantenhaus)                                                    | Rastriya Sabha (Nationalversammlung)                                                     |
| Oman                              | (Maskat) | Madschlis asch-Schūrā (Konsultative Versammlung)                                         | Madschlis ad-Dawla (Staatsrat)                                                           |
| Osttimor                          | Parlamentu Nasionál, Parlamento Nacional de Timor-Leste (Nationalparlament Osttimors) (Dili)                                                                    |                                                                                          |                                                                                          |
| Pakistan                          | Majlis-e-Shoora (Beratende Versammlung) (Islamabad) | Nationalversammlung                                                                      | Senat                                                                                    |
| Philippinen                       | Kongréso ng Pilipínas (Kongress der Philippinen) (Manila) | Kapulungan ng mga Kinatawan ng Pilipinas (Abgeordnetenhaus der Philippinen)              | Senado ng Pilipinas (Senat der Philippinen)                                              |
| Saudi-Arabien                     | Madschlis asch-Schūrā (Beratende Versammlung) (Riad) |                                                                                          |                                                                                          |
| Singapur                          | Parliament |                                                                                          |                                                                                          |
| Sri Lanka                         | Parlament (Sri Jayawardenepura) |                                                                                          |                                                                                          |
| Syrien                            | Madschlis asch-Schaʿb (Volksversammlung) |                                                                                          |                                                                                          |
| Tadschikistan                     | Madschlisi Olii (Oberste Versammlung Tadschikistans) (Duschanbe)                                                                                                | Madschlisi Namojandagon (Repräsentantenversammlung)                                      | Maschlisi Milli (Nationalversammlung)                                                    |
| Thailand                          | Rathasapha Thai (Nationalversammlung) (Bangkok) | Sapha Phu Thaen Ratsadon Thai (Repräsentantenhaus)                                       | Wuthisapha Thai (Senat)                                                                  |
| Türkei                            | Türkiye Büyük Millet Meclisi (TBMM) (Große Nationalversammlung der Türkei) (Ankara)                                                                             |                                                                                          |                                                                                          |
| Turkmenistan                      | Mejlis (Versammlung) |                                                                                          |                                                                                          |
| Usbekistan                        | Oliy Majlis (Oberste Versammlung) (Taschkent) | (Legislativversammlung)                                                                  | (Senat)                                                                                  |
| Vereinigte Arabische Emirate      | Föderativer Nationalrat (Föderale Nationalversammlung) |                                                                                          |                                                                                          |
| Vietnam                           | Quốc hội Việt Nam Nationalversammlung von Vietnam |                                                                                          |                                                                                          |
| Republik Zypern                   | Vouli Ton Antiprosopon (Repräsentantenhaus) (Nikosia) |                                                                                          |                                                                                          |

## Parlamente der Staaten Australien/Ozeaniens
| Staat                              | Parlament (Sitz)                                                                                  | Unterhaus/Zweite Kammer                                        | Oberhaus/Erste Kammer             |
| ---------------------------------- | ------------------------------------------------------------------------------------------------- | -------------------------------------------------------------- | --------------------------------- |
| Australien                         | Parliament of the Commonwealth of Australia (Parlament des Australischen Bundes) (Canberra)       | House of Representatives (Repräsentantenhaus)                  | Senate (Senat)                    |
| Fidschi                            | Parliament of Fiji (Parlament von Fidschi) (Suva)                                                 |                                                                |                                   |
| Kiribati                           | Maneaba ni Maungatabu (Versammlungshaus) (Ambo, South Tarawa)                                     |                                                                |                                   |
| Marshallinseln                     | Nitijeļā (Legislative)                                                                            |                                                                |                                   |
| Föderierte Staaten von Mikronesien | Congress of the Federated States of Micronesia (Kongress der Föderierten Staaten von Mikronesien) |                                                                |                                   |
| Nauru                              | Parliament (Parlament)                                                                            |                                                                |                                   |
| Neuseeland                         | House of Representatives (Repräsentantenhaus)                                                     |                                                                |                                   |
| Palau                              | Olbiil Era Kelulau (Nationalkongress)                                                             | House of Delegates of Palau (Delegiertenversammlung von Palau) | Senate of Palau (Senat von Palau) |
| Papua-Neuguinea                    | (Nationalparlament) (Port Moresby)                                                                |                                                                |                                   |
| Salomonen                          | National Parliament of Solomon Islands (Nationalparlament der Salomonen) (Honiara)                |                                                                |                                   |
| Samoa                              | Fono (Apia)                                                                                       |                                                                |                                   |
| Tonga                              | Fale Alea (Nukuʻalofa)                                                                            |                                                                |                                   |
| Tuvalu                             | Fale i Fono (Funafuti)                                                                            |                                                                |                                   |
| Vanuatu                            | Parliament (Port Vila)                                                                            |                                                                |                                   |

## Parlamente der Staaten Europas
| Staat                      | Parlament (Sitz/Sitz abweichend von Hauptstadt) Beschickung und Wahlsystem bei Einkammersystem                                     | Unterhaus/zweite Kammer Beschickung und Wahlsystem                                                                   | Oberhaus/erste Kammer Beschickung und Wahlsystem                                                           |
| -------------------------- | --- | --- | --- |
| Albanien                   | Kuvendi i Shqipërisë (Volksversammlung) (Tirana)                                                                                   | | |
| Andorra                    | Consell General (Generalrat) (Andorra la Vella)                                                                                    | | |
| Belarus                    | Nazyjanalny schod Respubliki Belarus/ Nazionalnoje sobranije Respubliki Belarus (Nationalversammlung der Republik Belarus) (Minsk) | Palata pradstaunikou/ Palata predstawitelei (Repräsentativkammer)                                                    | Sawet Respubliki/ Sowet Respubliki (Rat der Republik)                                                      |
| Belgien                    | Federaal Parlement/ Parlement fédéral/ Föderales Parlament (Brüssel)                                                               | Kamer van volksvertegenwoordigers/ Chambre des représentants/ Abgeordnetenkammer                                     | Senaat/ Sénat/ Senat                                                                                       |
| Bosnien und Herzegowina    | Parlamentarna skupština Bosne i Hercegovine (Parlamentarische Versammlung von Bosnien und Herzegowina) (Sarajevo)                  | Predstavnički Dom (Abgeordnetenhaus)                                                                                 | Dom naroda (Haus der Völker)                                                                               |
| Bulgarien                  | Narodno Sabranie (Volksversammlung) (Sofia)                                                                                        | | |
| Königreich Dänemark        | Folketing (Volksversammlung) (Kopenhagen)                                                                                          | | |
| Deutschland                | Bundestag (Berlin) | | |
| Estland                    | Riigikogu (Reichstag) (Tallinn) | | |
| Finnland                   | Eduskunta/Riksdagen (Reichstag) (Helsinki)                                                                                         | | |
| Frankreich                 | Parlement français (Paris) | Assemblée Nationale (Nationalversammlung)                                                                            | Sénat (Senat)                                                                                              |
| Griechenland               | Vouli Ton Ellinon (Griechische Abgeordnetenkammer) (Athen)                                                                         | | |
| Irland                     | Oireachtas (Gesetzgebung) (Dublin)                                                                                                 | Dáil Éireann (Irisches Parlament)                                                                                    | Seanad Éireann (Irischer Senat)                                                                            |
| Island                     | Alþingi (Althing, Versammlung Aller) (Reykjavík)                                                                                   | | |
| Italien                    | Parlamento della Repubblica Italiana (Parlament der Republik Italien) (Rom)                                                        | Camera dei deputati (Abgeordnetenkammer)                                                                             | Senato della Repubblica (Senat der Republik)                                                               |
| Kroatien                   | Hrvatski državni Sabor (Kroatische Nationalversammlung) (Zagreb)                                                                   | | |
| Lettland                   | Latvijas Republikas Saeima (Versammlung der Republik Lettland) (Riga)                                                              | | |
| Liechtenstein              | Landtag des Fürstentums Liechtenstein (Vaduz)                                                                                      | | |
| Litauen                    | Lietuvos Respublikos Seimas (Versammlung der Republik Litauen) (Vilnius)                                                           | | |
| Luxemburg                  | Chambre des Députés (Abgeordnetenkammer) (Luxemburg)                                                                               | | |
| Malta                      | Kamra tad-Deputati/ House of Representatives (Repräsentantenhaus) (Valletta)                                                       | | |
| Nordmazedonien             | Sobranie na Republika Makedonija (Versammlung der Republik Mazedonien) (Skopje)                                                    | | |
| Moldau                     | Parlamentul Republicii Moldova (Parlament der Republik Moldawien) (Chișinău)                                                       | | |
| Monaco                     | Conseil National (Nationalrat) (Monaco)                                                                                            | | |
| Montenegro                 | Skupština Republike Crne Gore (Versammlung der Republik Montenegro) (Podgorica)                                                    | | |
| Königreich der Niederlande | Staten-Generaal (Generalstaaten) (Den Haag)                                                                                        | Tweede Kamer der Staten-Generaal (Zweite Kammer der Generalstaaten)                                                  | Eerste Kamer der Staten-Generaal (Erste Kammer der Generalstaaten)                                         |
| Norwegen                   | Storting (Große Versammlung) (Oslo)                                                                                                | | |
| Österreich                 | Parlament (Wien) | Nationalrat Volkswahl, Verhältniswahl                                                                                | Bundesrat Von den Landtagen nach Verhältniswahl der Landtage                                               |
| Polen                      | (Warschau) | Sejm Rzeczypospolitej Polskiej (Versammlung der Republik Polen)                                                      | Senat Rzeczypospolitej Polskiej Senat der Republik Polen                                                   |
| Portugal                   | Assembleia da República (Versammlung der Republik) (Lissabon)                                                                      | | |
| Rumänien                   | Rumänisches Parlament (Parlamentul României) (Bukarest)                                                                            | Abgeordnetenkammer (Camera Deputaţilor)                                                                              | Senat (Senatul)                                                                                            |
| Russland                   | Federalnoe Sobranije (Föderationsversammlung) (Moskau)                                                                             | Gossudarstwennaja Duma (Staatsduma), Duma=Gedanke                                                                    | Sowet Federazii (Föderationsrat)                                                                           |
| San Marino                 | Consiglio Grande e Generale (Großer und Generalrat) (San Marino)                                                                   | | |
| Schweden                   | Sveriges Riksdag (Schwedischer Reichstag) (Stockholm)                                                                              | | |
| Schweiz                    | Schweizerische Bundesversammlung/ Assemblée Fédérale Suisse/ Assemblea Federale Svizzera (Bern)                                    | Nationalrat/ Conseil National/ Consiglio Nazionale Volkswahl nach dem Proporz- und Majorzwahlsystem                  | Ständerat/ Conseil des États/ Consiglio degli Stati Volkswahl nach kantonal unterschiedlichen Wahlsystemen |
| Serbien                    | Narodna skupština Republike Srbije (Nationalversammlung der Republik Serbien) (Belgrad)                                            | | |
| Slowakei                   | Národná rada Slovenskej republiky (Nationalrat der Slowakischen Republik) (Bratislava)                                             | | |
| Slowenien                  | Parlament (Ljubljana) | Državni zbor Republike Slovenije (Staatsversammlung der Republik Slowenien)                                          | Državni svet Republike Slovenije (Staatsrat der Republik Slowenien)                                        |
| Spanien                    | Cortes Generales (Ständeversammlung, Corte=Hof) (Madrid)                                                                           | Congreso de los Diputados (Abgeordnetenkongress) Volkswahl nach Verhältniswahlsystem mit Elementen der Mehrheitswahl | Senado (Senat) 4/5: Volkswahl; 1/5 Bestellung durch die Regionalparlamente                                 |
| Tschechien                 | Parlament České republiky (Parlament der Tschechischen Republik) (Prag)                                                            | Poslanecká sněmovna Abgeordnetenhaus des Parlaments der Tschechischen Republik                                       | Senát Senat des Parlaments der Tschechischen Republik                                                      |
| Ukraine                    | Werchowna Rada Ukrajiny (Oberster Rat der Ukraine) (Kiew)                                                                          | | |
| Ungarn                     | Magyar Országgyülés (Ungarische Landesversammlung) (Budapest)                                                                      | | |
| Vatikanstadt               | Der Papst besitzt als Staatsoberhaupt die legislative Gewalt. In Ausnahmefällen regiert das Kardinalskollegium.                    | | |
| Vereinigtes Königreich     | Parliament (Britisches Parlament) (London)                                                                                         | House of Commons (Unterhaus, Bürgerhaus) Volkswahl nach Mehrheitswahl                                                | House of Lords (Oberhaus, Herrenhaus) Bestellung durch Geburt, Stellung oder durch Volkswahl               |

## Parlamente abhängiger Gebiete
| Gebiet                              | Parlament (Sitz)                                                      | Unterhaus/Zweite Kammer | Oberhaus/Erste Kammer |
| ----------------------------------- | --------------------------------------------------------------------- | ----------------------- | --------------------- |
| Åland ( Finnland)                   | Lagtinget (Lagting) (Mariehamn)                                       |                         |                       |
| Gagausien ( Moldau)                 | Halk topluşu (Volksversammlung) (Comrat)                              |                         |                       |
| Asad Jammu und Kaschmir ( Pakistan) | Gesetzgebende Versammlung                                             |                         |                       |
| Krim ( Ukraine/ Russland)           | Верховный Совет Крыма (Oberster Rat der Krim) (Simferopol)            |                         |                       |
| Autonome Region Kurdistan ( Irak)   | Perlemanî Kurdistan (Parlament Kurdistans) (Erbil)                    |                         |                       |
| Norfolkinsel ( Australien)          | Norfolk Island Regional Council (Norfolkinsel Regionalrat) (Kingston) |                         |                       |
| Sansibar ( Tansania)                | Baraza la Wawakilishi (Repräsentantenhaus) (Sansibar)                 |                         |                       |
| Tokelau ( Neuseeland)               | General Fono                                                          |                         |                       |

### Außengebiete der Vereinigten Staaten
| Gebiet                       | Parlament (Sitz)                                                                                          | Unterhaus/Zweite Kammer                                                      | Oberhaus/Erste Kammer                         |
| ---------------------------- | --- | ---------------------------------------------------------------------------- | --------------------------------------------- |
| Amerikanisch-Samoa           | Fono (Fagatogo)                                                                                           | House of Representatives (Repräsentantenhaus)                                | Senate (Senat)                                |
| Amerikanische Jungferninseln | Legislature of the Virgin Islands (Gesetzgebung der Jungferninseln) (Charlotte Amalie)                    |                                                                              |                                               |
| Guam                         | Liheslaturan Guåhan (Gesetzgebung von Guam) (Hagåtña)                                                     |                                                                              |                                               |
| Nördliche Marianen           | Northern Mariana Islands Commonwealth Legislature (Nördliche Marianen Commonwealth-Gesetzgebung) (Saipan) | House of Representatives (Repräsentantenhaus)                                | Senate (Senat)                                |
| Puerto Rico                  | Legislative Assembly of Puerto Rico (Legislative Versammlung von Puerto Rico) (San Juan)                  | House of Representatives of Puerto Rico (Repräsentantenhaus von Puerto Rico) | Senate of Puerto Rico (Senat von Puerto Rico) |

### Britische Überseegebiete
| Gebiet                                     | Parlament (Sitz)                                                              | Unterhaus/Zweite Kammer              | Oberhaus/Erste Kammer |
| ------------------------------------------ | ----------------------------------------------------------------------------- | ------------------------------------ | --------------------- |
| Anguilla                                   | House of Assembly (Versammlungshaus) (The Valley)                             |                                      |                       |
| Bermuda                                    | Parliament of Bermuda (Parlament von Bermuda) (Hamilton)                      | House of Assembly (Versammlungshaus) | Senate (Senat)        |
| Britische Jungferninseln                   | House of Assembly (Versammlungshaus) (Tortola)                                |                                      |                       |
| Cayman Islands                             | Parliament of the Cayman Islands (Parlament der Cayman Islands) (George Town) |                                      |                       |
| Falklandinseln                             | Legislative Assembly (Gesetzgebende Versammlung) (Stanley)                    |                                      |                       |
| Gibraltar                                  | Gibraltar Parliament (Parlament von Gibraltar) (Gibraltar)                    |                                      |                       |
| Montserrat                                 | Legislative Assembly (Legislativer Rat)                                       |                                      |                       |
| Pitcairninseln                             | Island Council (Inselrat) (Adamstown)                                         |                                      |                       |
| St. Helena, Ascension und Tristan da Cunha | Legislative Council (Legislativrat) (Jamestown)                               |                                      |                       |
| Turks- und Caicosinseln                    | House of Assembly (Versammlungshaus) (Cockburn Town)                          |                                      |                       |

### Französische Überseegebiete
| Gebiet                    | Parlament (Sitz)                                                                                              | Unterhaus/Zweite Kammer | Oberhaus/Erste Kammer |
| ------------------------- | --- | ----------------------- | --------------------- |
| Französisch-Guayana       | Assemblée de Guyane (Versammlung von Guyana) (Cayenne)                                                        |                         |                       |
| Französisch-Polynesien    | Assemblée (Versammlung) (Papeete)                                                                             |                         |                       |
| Guadeloupe                | Conseil régional de la Guadeloupe (Regionalrat von Guadeloupe) (Basse-Terre)                                  |                         |                       |
| Martinique                | Assemblée de Martinique (Versammlung von Martinique) (Fort-de-France)                                         |                         |                       |
| Mayotte                   | Conseil départemental de Mayotte (Départementrat von Mayotte) (Mamoudzou)                                     |                         |                       |
| Neukaledonien             | Congrès de la Nouvelle-Calédonie (Kongress Neukaledoniens) (Nouméa)                                           |                         |                       |
| Réunion                   | Conseil régional de la Réunion (Regionalrat von Réunion) (Saint-Denis)                                        |                         |                       |
| Saint-Barthélemy          | Conseil territorial de Saint-Barthélemy (Territorialrat von Saint-Barthélemy) (Gustavia)                      |                         |                       |
| Saint-Martin              | Conseil territorial de Saint-Martin (Territorialrat von Saint Martin) (Marigot)                               |                         |                       |
| Saint-Pierre und Miquelon | Conseil territorial de Saint-Pierre-et-Miquelon (Territorialrat von Saint-Pierre und Miquelon) (Saint-Pierre) |                         |                       |
| Wallis und Futuna         | Assemblée territoriale des îles Wallis et Futuna (Territorialversammlung von Wallis und Futuna) (Mata Utu)    |                         |                       |

### Kronbesitzungen der britische Krone
| Gebiet               | Parlament (Sitz)                                                          | Unterhaus/Zweite Kammer                               | Oberhaus/Erste Kammer                                            |
| -------------------- | ------------------------------------------------------------------------- | ----------------------------------------------------- | ---------------------------------------------------------------- |
| Alderney ( Guernsey) | States of Alderney/ États d'Aurigny (Parlament von Alderney) (Saint Anne) |                                                       |                                                                  |
| Guernsey             | States of Guernsey (États de Guernesey) (Saint Peter Port)                |                                                       |                                                                  |
| Isle of Man          | Tynwald/Tinvaal (Tynwald) (Douglas)                                       | House of Keys/ Yn Chiare as Feed (Haus der Schlüssel) | Legislative Council/ Yn Choonceil Slattyssagh (Legislativer Rat) |
| Jersey               | States of Jersey (États de Jersey) (Saint Helier)                         |                                                       |                                                                  |
| Sark ( Guernsey)     | Chief Pleas                                                               |                                                       |                                                                  |

### Länder des Königreichs Dänemark
| Gebiet   | Parlament (Sitz)                                                                              | Unterhaus/Zweite Kammer | Oberhaus/Erste Kammer |
| -------- | --------------------------------------------------------------------------------------------- | ----------------------- | --------------------- |
| Färöer   | Føroya løgting/Lagtinget (Färöische Gesetzesversammlung) (Tórshavn)                           |                         |                       |
| Grönland | Kalaallit Nunaanni Inatsisartut/ Grønlands Landsting (Grönländische Landesversammlung) (Nuuk) |                         |                       |

### Länder des Königreichs der Niederlande
| Gebiet       | Parlament (Sitz)                                                 | Unterhaus/Zweite Kammer | Oberhaus/Erste Kammer |
| ------------ | ---------------------------------------------------------------- | ----------------------- | --------------------- |
| Aruba        | Staten van Aruba (Staaten von Aruba) (Oranjestad)                |                         |                       |
| Curaçao      | Staten van Curaçao (Staaten von Curaçao) (Willemstad)            |                         |                       |
| Sint Maarten | Staten van Sint Maarten (Staaten von Sint Maarten) (Philipsburg) |                         |                       |

### Landesteile des Vereinigten Königreichs
| Gebiet     | Parlament (Sitz)                                             | Unterhaus/Zweite Kammer | Oberhaus/Erste Kammer |
| ---------- | ------------------------------------------------------------ | ----------------------- | --------------------- |
| Nordirland | Northern Ireland Assembly (Nordirland-Versammlung) (Belfast) |                         |                       |
| Schottland | The Scottish Parliament (Schottisches Parlament) (Edinburgh) |                         |                       |
| Wales      | Welsh Parliament (Walisisches Parlament) (Cardiff)           |                         |                       |

### Sonderverwaltungszonen der Volksrepublik China
| Gebiet   | Parlament (Sitz)                                                              | Unterhaus/Zweite Kammer | Oberhaus/Erste Kammer |
| -------- | ----------------------------------------------------------------------------- | ----------------------- | --------------------- |
| Hongkong | Legislative Council (Legislativrat) (Central)                                 |                         |                       |
| Macau    | Assembleia Legislativa de Macau (Gesetzgebende Versammlung von Macau) (Macau) |                         |                       |

## Parlamente umstrittener Staaten
| Staat                         | Parlament (Sitz/Sitz abweichend von Hauptstadt)                                                                         | Unterhaus/Zweite Kammer               | Oberhaus/Erste Kammer         |
| ----------------------------- | --- | ------------------------------------- | ----------------------------- |
| Abchasien                     | Abhasnji Tseljap Reizapa (Volksversammlung) (Sochumi)                                                                   |                                       |                               |
| Arzach                        | Arzachi Hanrapetut'yun Azgayin Zhoghov (Nationalversammlung) (Stepanakert)                                              |                                       |                               |
| Taiwan                        | Lìfǎ Yuàn (Legislativ-Yuan) (Taipeh)                                                                                    |                                       |                               |
| Cookinseln                    | Pāremeta te Kuku Airani (Parliament of the Cook Islands) (Parlament der Cookinseln) (Avarua)                            |                                       |                               |
| Donezk                        | Narodnyy Sovet Donetskoy Narodnoy Respubliki (Volksrat der Volksrepublik Donezk) (Donezk)                               |                                       |                               |
| Kosovo                        | Kuvendi i Republikës së Kosovës (Parlament der Republik Kosovo) (Priština)                                              |                                       |                               |
| Lugansk                       | Narodnyj Soviet Luganskoj Narodnoj Respubliki (Volksrat der Volksrepublik Lugansk) (Lugansk)                            |                                       |                               |
| Niue                          | Niue Fono Ekepule (Niueanische Versammlung) (Alofi)                                                                     |                                       |                               |
| Türkische Republik Nordzypern | Cumhuriyet Meclisi (Versammlung der Republik) (Nikosia)                                                                 |                                       |                               |
| Palästina                     | al-Madschlis at-taschrīʿī al-Filastīnī (Palästinensischer Legislativrat) (Ramallah)                                     |                                       |                               |
| Somaliland                    | Baarlamaanka (Parlament) (Hargeysa)                                                                                     | Golaha Wakiilada (Repräsentantenhaus) | Golaha Guurtida (Ältestenrat) |
| Südossetien                   | Respublikä Chussar Irystony Nazionalon Nychas (Südossetisches Parlament) (Zchinwali)                                    |                                       |                               |
| Transnistrien                 | Werchowny Sowet Pridnestrowskoi Moldawskoi Respubliki (Oberster Sowjet der Transnistrischen Republik Moldau) (Tiraspol) |                                       |                               |
| Westsahara                    | al-Madschlis al-Watanī as-sahrāwī (Nationalrat der Demokratischen Arabischen Republik Sahara) (Tindūf)                  |                                       |                               |